# Lac de Messancy
Le lac de Messancy est un lac belge situé dans le village de Messancy, au sud de la province de Luxembourg. D'une superficie de 2,5 hectares, il est alimenté par la rivière Messancy.

## Activités
On y pratique la pêche en eau douce.

## Alentours

### Le «village senior»
Le village senior se situe autour du lac. Il s'agit d'un lotissement de maisons individuelles conçues au début des années 2000 par l'entreprise Thomas et Piron, pour les personnes âgées, le tout dans le tranquille domaine du lac.

### Sports
Le site a également donné son nom au complexe sportif qui le borde, composé d'une salle multisports, des terrains de tennis et de football, où siège notamment le R.F.C. Messancy.

## Galerie de photographies

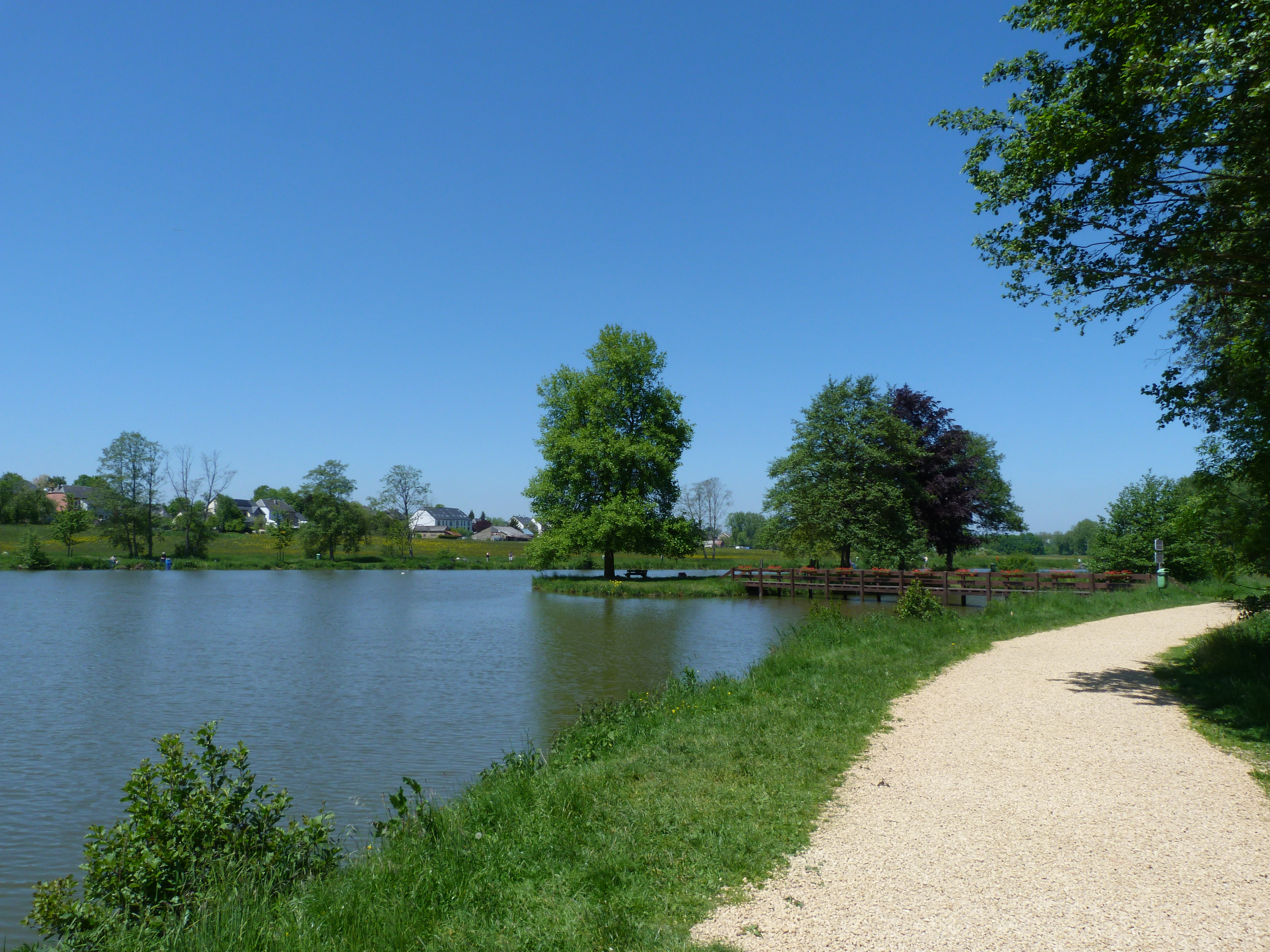
Le lac en 2013
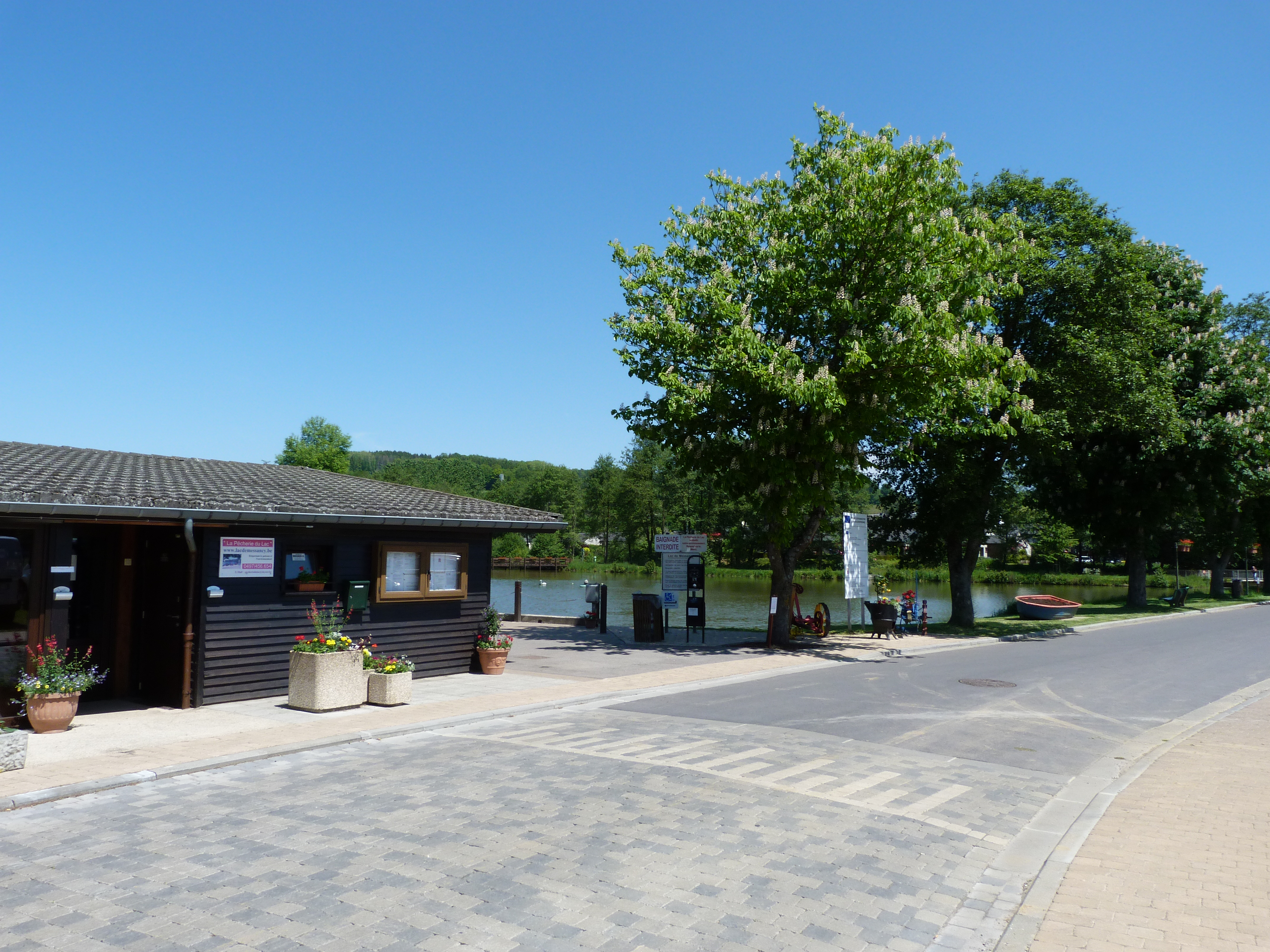
Le lac en 2013
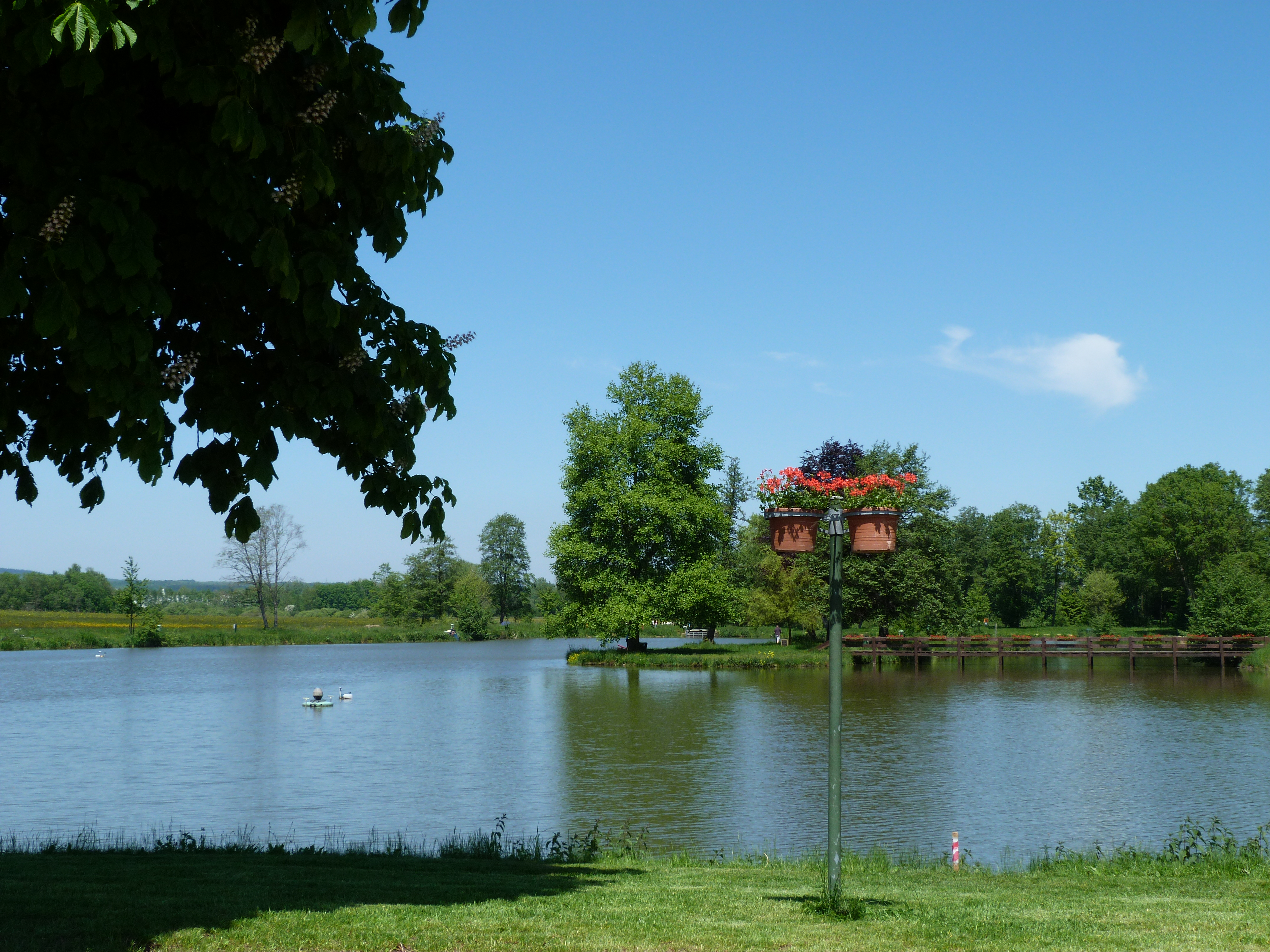
Le lac en 2013
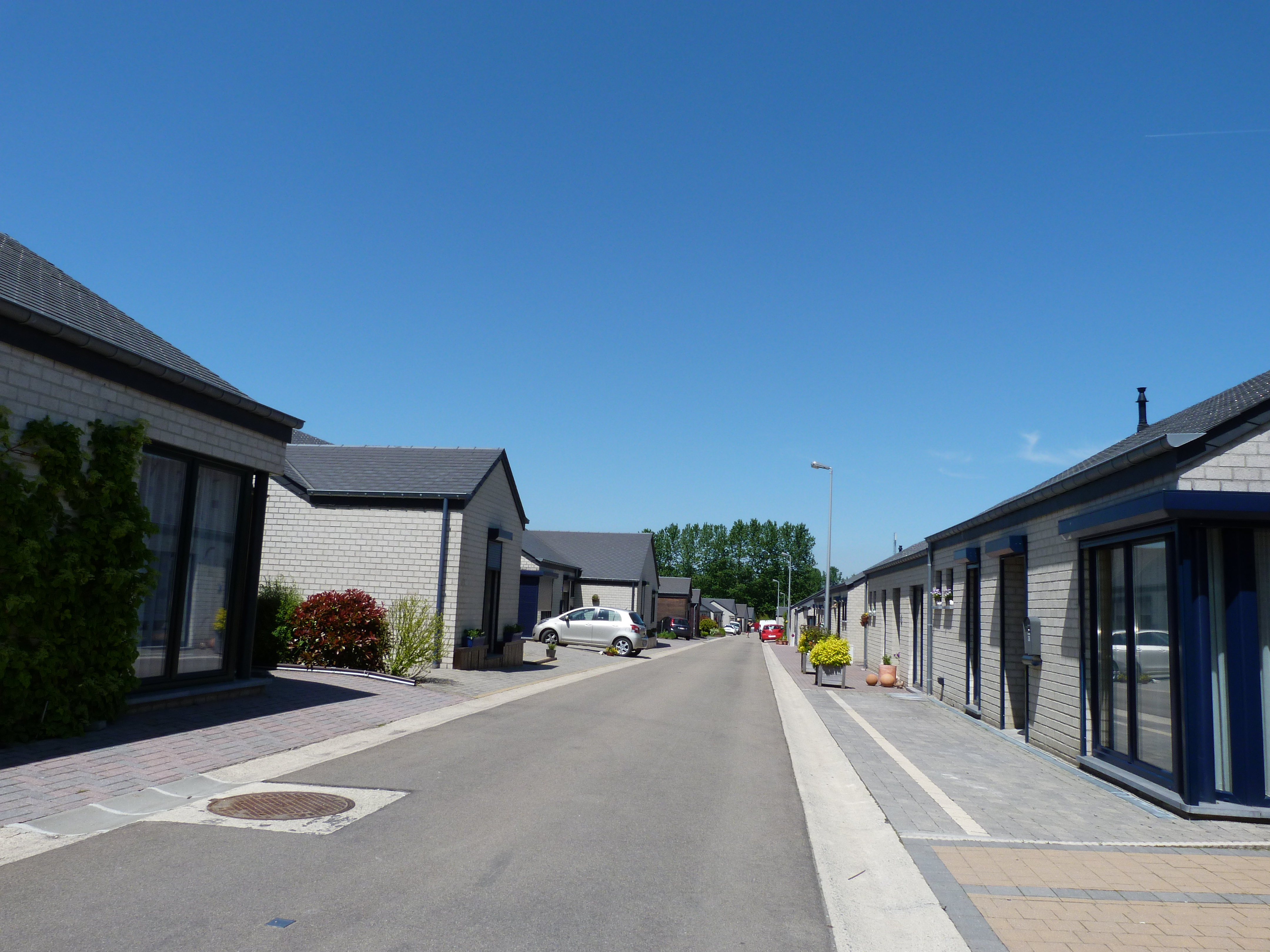
Le village senior
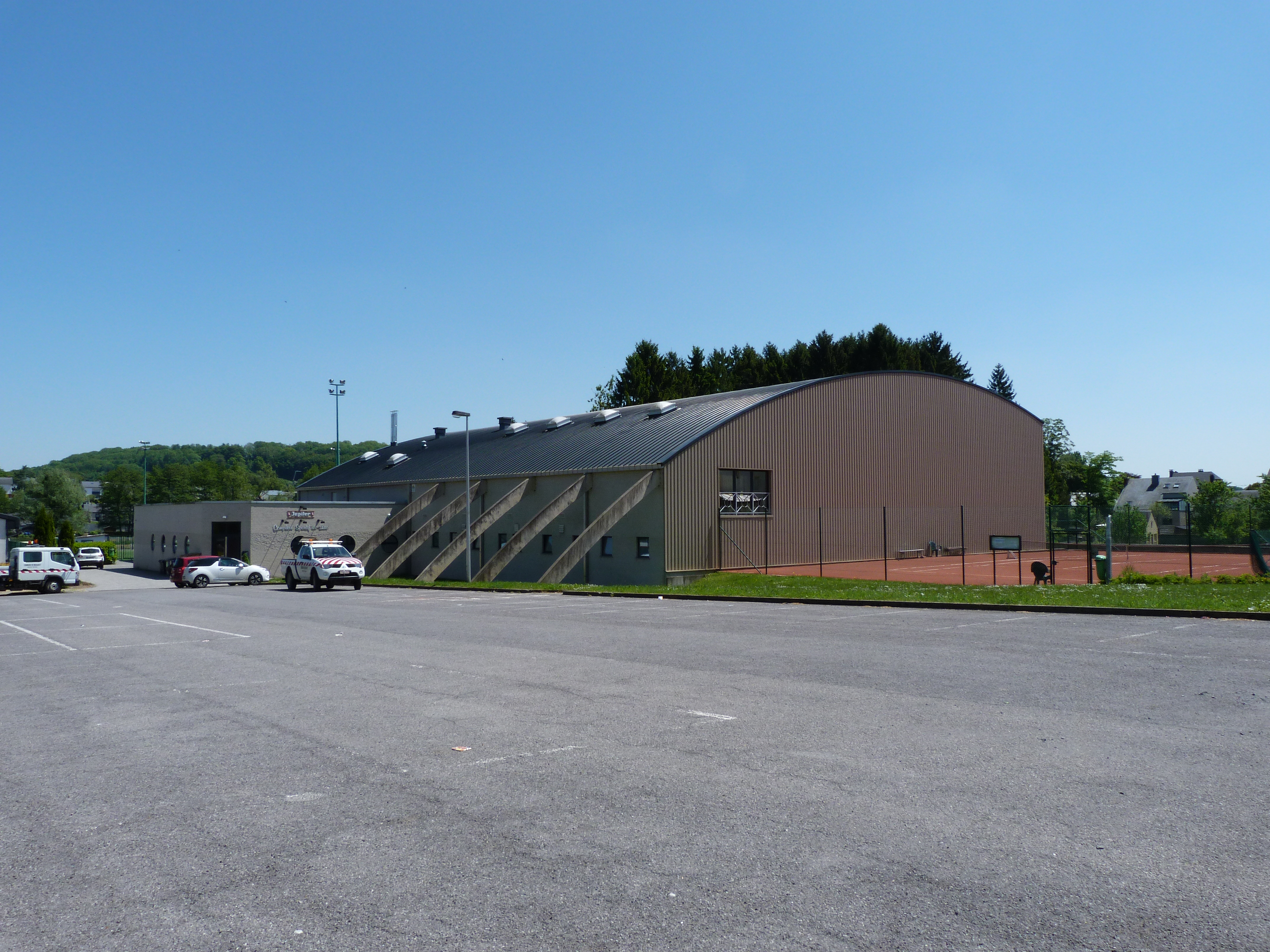
Le complexe sportif (ici la salle multi-sports et les terrains de tennis)